# Agonum variolatum
Agonum variolatum är en skalbaggsart som beskrevs av Leconte 1851. Agonum variolatum ingår i släktet Agonum och familjen jordlöpare. Inga underarter finns listade i Catalogue of Life.